# City Glam
City Glam is een parfumduo uit 2005 van Emporio Armani. 
Het duo bestaat uit een herenparfum en een damesparfum. De flesjes zijn identiek van vorm, maar hebben een andere kleur.
Het herenparfum zit in een zwart flesje. De geur is bedoeld als opwindend en verleidelijk en bestaat uit onder meer munt, peper, bittere sinaasappel, gember en galanga.
Het damesparfum zit in een roze flesje. De geur is bedoeld als glamoureus. Topnoten in dit parfum zijn peer, zwarte bes en steranijs. Hartnoten zijn fresia, heliotroop en roos. Het basisakkoord is gebaseerd op hout en muskus geuren.
City Glam is het vierde geurduo van Emporio Armani. Hiervoor kwam het mode-imperium al met de geurduo's Classic, White en Night.